# Hermine Riss
Hermine Riss geb. Piller, genannt Minnerl (* 22. August 1903 in Wien; † 5. Dezember 1980 ebenda) war eine österreichische Gerechte unter den Völkern.

## Leben
Hermine Piller heiratete 1923 den gelernten Kellner Johann (Hans) Riss. Sie versteckte von 1942 bis 1945 die als Jüdin im Sinne der „Nürnberger Gesetze“ von der Deportation bedrohte Regine Heinrich in ihrer Wohnung in Wien-Leopoldstadt. Außerdem beherbergte sie zeitweise zwei weitere jüdische Verfolgte, Stefanie Zach und Otto Breichenstein, die als „U-Boote“ die NS-Zeit überlebten. Hermine Riss riskierte durch diese Hilfe ihr Leben, da die Unterkunftgeber von „U-Booten“ in der Regel von der Gestapo in Konzentrationslager eingewiesen wurden. Nach dem Krieg führte sie ein Gasthaus im 7. Wiener Bezirk. Sie wurde am Stammersdorfer Zentralfriedhof bestattet.

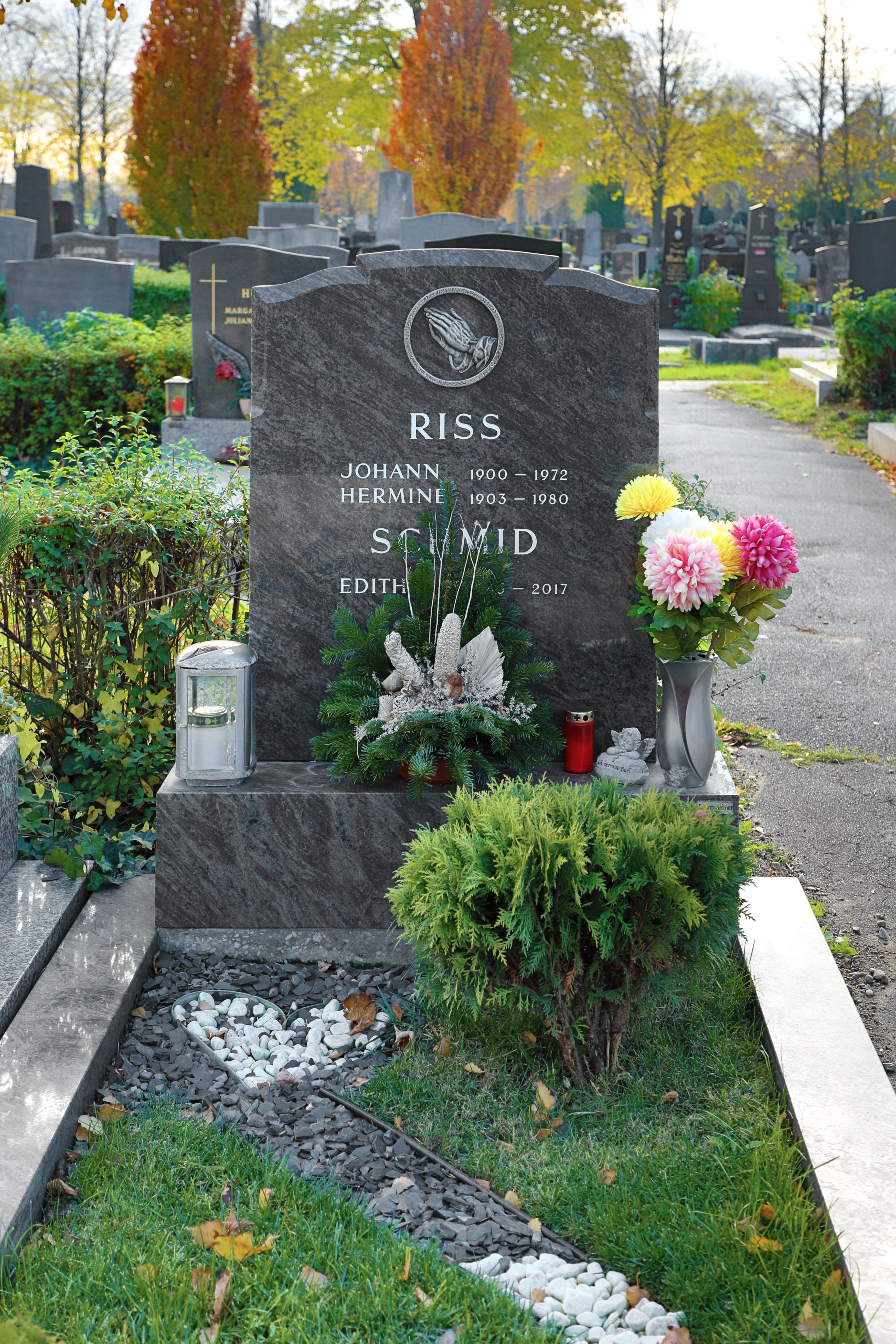
Grab von Hermine Riss

Yad Vashem, die Nationale Holocaust-Gedenkstätte Israels, ehrt Retter und Helfer von Juden als „Gerechte unter den Völkern“. Ihre Namen werden auf der Ehrenwand im Garten der Gerechten in der Gedenkstätte Yad Vashem eingetragen. Hermine Riss wurde am 15. Mai 2005 posthum als „Gerechte unter den Völkern“ ausgezeichnet. Für die Auszeichnung von Hermine Riss hatte sich das DÖW gemeinsam mit Felix Lee, dem Enkelsohn der geretteten Regine Heinrich, eingesetzt.